# Clorură de samariu (III)

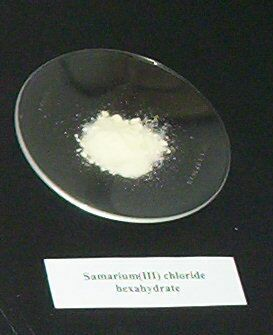
Sticlă de ceas cu clorură de samariu (III).

Clorura de samariu (III) este o sare a samariului cu acidului clorhidric cu formula chimică SmCl2. 
Samariul metalic reacționează cu toți clorul pentru a forma clorura trivalentă: 
{\displaystyle \mathrm {2Sm+3Cl_{2}\longrightarrow 2SmCl_{3}} }